# Пискава
Пискава — гірська річка в Україні у Хустському районі Закарпатської області. Права притока річки Озерянки (басейн Дунаю).

## Опис
Довжина річки приблизно 2,35 км, найкоротша відстань між витоком і гирлом — 2,17  км, коефіцієнт звивистості річки — 1,12 . Формується декількома струмками.

## Розташування
Бере початок на північно-західній схилах гори Верх Чорної Ріки (1269,0 м). Тече переважно на південний захід і впадає у річку Озерянку, ліву притоку річки Тереблі.
У Словнику гідронімів україни зазначена як права притока Дубилянки правої притоки Чорної Ріки (Озерянки).

## Цікаві факти
- Річка тече повністю в межах Національного природного парку «Синевир»[2].